# عثمان يوكسل سردنغتشي

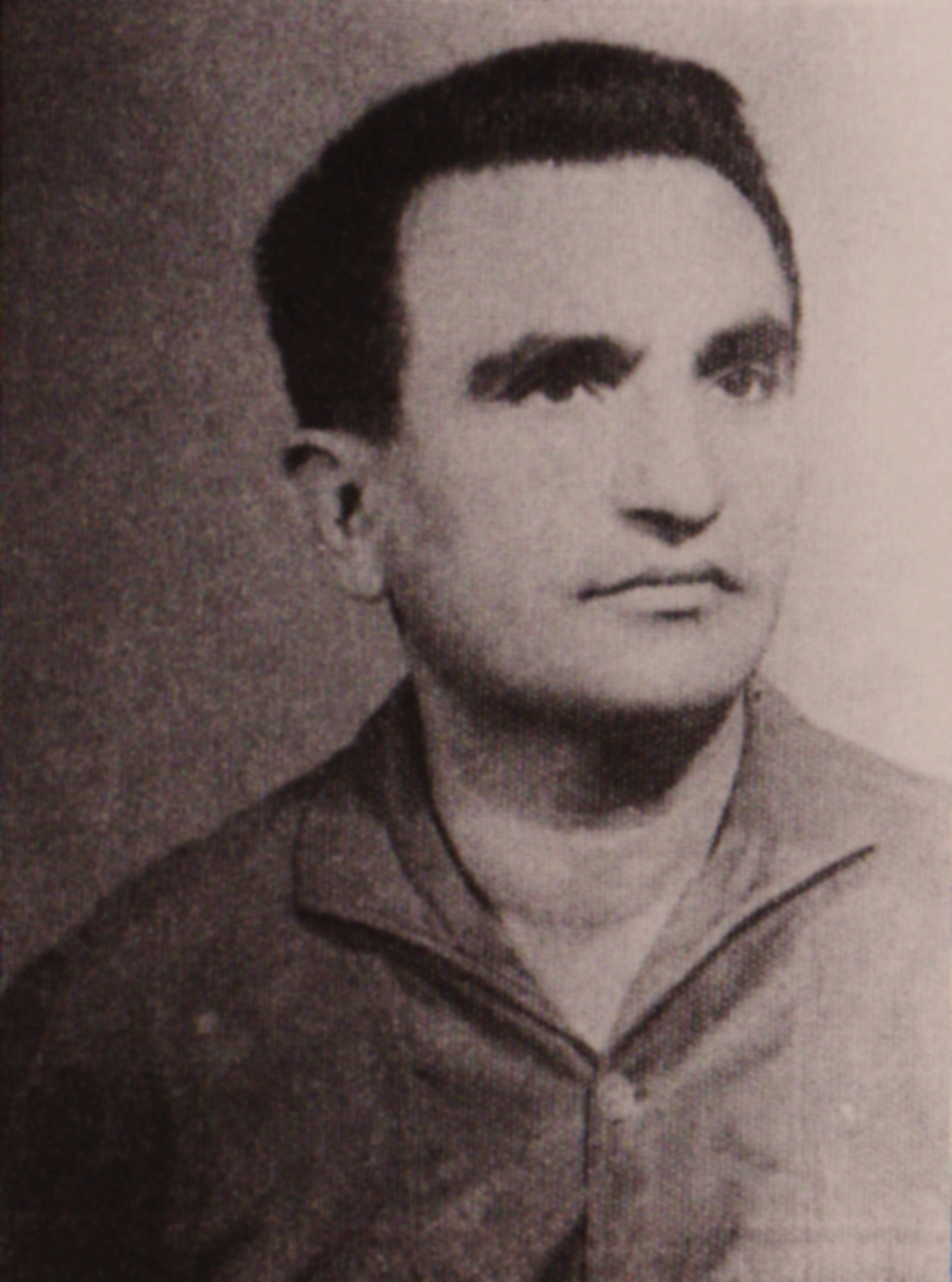

عثمان يوكسل سردنغتشي ( مواليد 25 يوليو  1917 ، أكسيكي ، أنطاليا - 10 نوفمبر 1983 ، أنقرة ) ، سياسي وصحفي وشاعر تركي ومالك مجلة سردنغتشي ورئيس تحريرها.

## حياته المهنية
يوكسل سياسي وصحفي وشاعر ورئيس تحرير المجلة التي اكتسب اسم شهرته الأخير منها (سردنغتشي) وصدر منها 33 عددا أثناء سجنه، واشتهر بدفاعه عن نفسه في المحكمة التي حكمت بإعدامه، وقال لهيئة الإدعاء «لقد أحضر المدعي هذه القضية إلى المكان الخطأ وكان من الأفضل لو أرسل الملف إلى اليونان.. هذه المقارنة تدفعني للجنون.. يبدو كأنني أرى ممثلا لأثينا وليس تركيا مسلما في النيابة في هذا البلد الذي نجا بجهد الدين والإيمان، بلد الشهداء والمحاربين القدامى، لماذا يعتبر صوت ضميرنا وإيماننا وتاريخنا جريمة؟».

## قصيدة آيا صوفيا
له قصيدة شهيرة التي اقتبس منها أردوغان، يقول الشاعر التركي في نص حوكم وأعدِم بسببه: «آيا صوفيا! أيها المعبد العظيم، لا تقلق سيحطم أحفاد الفاتح كل الأصنام، ويحولونك إلى مسجد، ويتوضؤون بدموعهم ويخرون سجدا بين جدرانك، وسيصدح التهليل والتكبير ثانية بين قبابك، وسيكون هذا الفتح الثاني، وسيكتب الشعراء عنه الملاحم، وسيصدح الأذان من جديد وأصوات التكبير من تلك المآذن الصامتة اليتيمة، وستتوهج شرفات مآذنك بالأنوار تقديسا لله وشرف نبيه، حتى إن الناس سيظنون أن الفاتح بعث من جديد. كل هذا سيحدث يا آيا صوفيا، والفتح الثاني سيكون بعثا بعد موت، هذا أمر أكيد لا تقلق، وهذه الأيام باتت قريبة، ربما غدا أو أقرب من غد».